# Европско првенство у рагбију 7 Трофеј 2025.
Европско првенство у рагбију 7 Трофеј 2025. одржано је у јуну. Први турнир одигран је у Хрватској, а други у Молдавији.
Хрватска је завршила на осмом месту.
Пољска је освојила прво место пошто је сакупила 40 бодова на два турнира.

## Први турнир у Макарској

### Учесници
- Рагби 7 репрезентација Пољске,
- Рагби 7 репрезентација Украјине,
- Рагби 7 репрезентација Румуније,
- Рагби 7 репрезентација Летоније,
- Рагби 7 репрезентација Турске,
- Рагби 7 репрезентација Данске,
- Рагби 7 репрезентација Швајцарске,
- Рагби 7 репрезентација Хрватске,
- Рагби 7 репрезентација Молдавије,
- Рагби 7 репрезентација Мађарске,
- Рагби 7 репрезентација Норвешке,
- Рагби 7 репрезентација Луксембурга,

### Табела
Група А
| Табела        | ИГ | Д | Н | И | ПД | ПП | ББ | Бод. |
| ------------- | -- | - | - | - | -- | -- | -- | ---- |
| 1. Украјина   | 3  | 3 | 0 | 0 |    |    |    | 9    |
| 2. Данска     | 3  | 2 | 0 | 1 |    |    |    | 7    |
| 3. Швајцарска | 3  | 1 | 0 | 2 |    |    |    | 5    |
| 4. Луксембург | 3  | 0 | 0 | 3 |    |    |    | 3    |

Група Б
| Табела      | ИГ | Д | Н | И | ПД | ПП | ББ | Бод. |
| ----------- | -- | - | - | - | -- | -- | -- | ---- |
| 1. Пољска   | 3  | 2 | 1 | 0 |    |    |    | 8    |
| 2. Румунија | 3  | 2 | 0 | 1 |    |    |    | 7    |
| 3. Хрватска | 3  | 1 | 1 | 1 |    |    |    | 6    |
| 4. Норвешка | 3  | 0 | 0 | 3 |    |    |    | 3    |

Група Ц
| Табела       | ИГ | Д | Н | И | ПД | ПП | ББ | Бод. |
| ------------ | -- | - | - | - | -- | -- | -- | ---- |
| 1. Летонија  | 3  | 3 | 0 | 0 |    |    |    | 9    |
| 2. Мађарска  | 3  | 2 | 0 | 1 |    |    |    | 7    |
| 3. Молдавија | 3  | 1 | 0 | 2 |    |    |    | 5    |
| 4. Турска    | 3  | 0 | 0 | 3 |    |    |    | 3    |

### Резултати
- Мађарска - Молдавија 29-21
- Летонија - Турска 24-14
- Швајцарска - Луксембург 26-10
- Украјина - Данска 40-0
- Пољска - Румунија 22-17
- Хрватска - Норвешка 38-22
- Мађарска - Турска 24-17
- Летонија - Молдавија 28-7
- Швајцарска - Данска 17-19
- Украјина - Луксембург 19-14
- Пољска - Норвешка 24-0
- Хрватска - Румунија 12-26
- Молдавија - Турска 19-14
- Летонија - Мађарска 17-10
- Луксембург - Данска 19-21
- Украјина - Швајцарска 31-14
- Румунија - Норвешка 35-7
- Хрватска - Пољска 19-19
- Молдавија - Норвешка 5-31
- Турска - Луксембург 21-19
- Украјина - Швајцарска 19-10
- Летонија - Хрватска 29-7
- Пољска - Данска 17-14
- Румунија - Мађарска 50-0
- Швајцарска - Мађарска 22-5
- Хрватска - Данска 24-19
- Украјина - Румунија 19-12
- Летонија - Пољска 14-19
- Молдавија - Луксембург 17-14
- Норвешка - Турска 7-14
- Мађарска - Данска 24-26
- Швајцарска - Хрватска 21-12
- Румунија - Летонија 31-12
- Украјина - Пољска 12-17

## Други турнир у Кишињеву

### Табела
Група А
| Табела        | ИГ | Д | Н | И | ПД | ПП | ББ | Бод. |
| ------------- | -- | - | - | - | -- | -- | -- | ---- |
| 1. Пољска     | 3  | 3 | 0 | 0 |    |    |    | 9    |
| 2. Хрватска   | 3  | 1 | 0 | 2 |    |    |    | 5    |
| 3. Данска     | 3  | 1 | 0 | 2 |    |    |    | 5    |
| 4. Луксембург | 3  | 1 | 0 | 2 |    |    |    | 5    |

Група Б
| Табела        | ИГ | Д | Н | И | ПД | ПП | ББ | Бод. |
| ------------- | -- | - | - | - | -- | -- | -- | ---- |
| 1. Украјина   | 3  | 3 | 0 | 0 |    |    |    | 9    |
| 2. Молдавија  | 3  | 2 | 0 | 1 |    |    |    | 7    |
| 3. Мађарска   | 3  | 1 | 0 | 2 |    |    |    | 5    |
| 4. Швајцарска | 3  | 0 | 0 | 3 |    |    |    | 3    |

Група Ц
| Табела      | ИГ | Д | Н | И | ПД | ПП | ББ | Бод. |
| ----------- | -- | - | - | - | -- | -- | -- | ---- |
| 1. Летонија | 3  | 3 | 0 | 0 |    |    |    | 9    |
| 2. Турска   | 3  | 2 | 0 | 1 |    |    |    | 7    |
| 3. Румунија | 3  | 1 | 0 | 2 |    |    |    | 5    |
| 4. Норвешка | 3  | 0 | 0 | 3 |    |    |    | 3    |

### Резултати
- Пољска - Данска 26-17
- Молдавија - Турска 5-19
- Украјина - Хрватска 21-7
- Летонија - Румунија 12-31
- Пољска - Турска 22-0
- Украјина - Румунија 62-7
- Турска - Румунија 10-17
- Пољска - Украјина 21-14
- Луксембург - Норвешка 14-17
- Мађарска - Швајцарска 14-29
- Данска - Молдавија 15-14
- Хрватска - Летонија 19-26
- Данска - Летонија 21-31
- Молдавија - Хрватска 19-12
- Норвешка - Швајцарска 7-15
- Луксембург - Мађарска 24-7

| Победник Трофеја Европског првенства у рагбију 7 2025. |
| ------------------------------------------------------ |
| Рагби 7 репрезентација републике Пољске                |